# Letterista
Un letterista (Letterer) è un membro di un team di creatori di fumetti responsabile della realizzazione delle parti testuali del fumetto. L'uso dei caratteri tipografici da parte del letterista, la calligrafia, la dimensione delle lettere e il layout contribuiscono all'impatto del fumetto. Il letterista crea il "display lettering" del fumetto: i caratteri del titolo della storia e altre didascalie e crediti speciali che di solito appaiono sulla prima pagina. Il letterista scrive anche il testo nelle nuvolette e traduce per iscritto gli effetti sonori. Molti letteristi progettano anche loghi per i vari titoli dell'editore di fumetti.

## Storia

### Origini
Quando i fumetti raggiunsero una certa diffusione negli anni Quaranta, l’enorme volume di lavoro richiesto dagli editori aveva incoraggiato un processo a catena di montaggio, dividendo il processo creativo in compiti distinti: scrittore, disegnatore, letterista, inchiostratore e colorista. Verso la fine degli anni Quaranta divenne possibile guadagnarsi da vivere semplicemente realizzando il lettering di fumetti per artisti, studi e aziende che non avevano il tempo o la voglia di farlo internamente. Nacque la carriera di letterista freelance e, negli anni '50, professionisti come Gaspar Saladino, Sam Rosen e Ben Oda iniziarono una carriera a tempo pieno come letteristi per DC Comics, Marvel Comics e King Features.
Il letterista e designer di loghi Ira Schnapp definì il look della DC Comics per quasi trent'anni. A partire dal 1940, disegnò o perfezionò loghi iconici come Action Comics, Superman, The Flash e Justice League of America, creando allo stesso tempo l'aspetto distintivo delle pubblicità e delle promozioni interne della DC. (Schnapp curò anche il design del sigillo della Comics Code Authority, che è stato un marchio fisso sulle copertine dei fumetti di tutte le principali case editric di fumetti e per oltre quarant'anni).
La DC Comics ha utilizzato una scuderia di oltre 20 letteristi nei fumetti pubblicati negli anni Cinquanta e anni Sessanta (alcuni dei letteristi - come Jerry Robinson e Dick Sprang - erano più conosciuti come disegnatori) tra questi : 
- John Costanza
- Jon D'Agostino
- Ben Oda
- Jerry Robinson
- Joe Rosen
- George Roussos
- Gaspar Saladino
- Ira Schnapp
- Dick Sprang

A partire dal 1966 circa, il look classico di Ira Schnapp, ispirato all'art déco, fu sostituito dallo stile pulsante e organico di Gaspar Saladino, che ridisegnò lo stile della DC per l'era della controcultura. Gaspar divenne il letterista di copertina di tutti i comic book della DC nel corso degli anni Settanta, e persino in incognito come letterista della "pagina uno" della Marvel Comics per gran parte dello stesso periodo. Il lavoro di Gaspar divenne così iconico che vari editori di fumetti indipendenti sorti negli anni Settanta e anni Ottanta - come Atlas/Seaboard Comics, Continuity Comics ed Eclipse Comics - lo assunsero per progettare i loghi per la loro intera linea di testate.
Dagli anni Trenta agli anni Novanta (con poche eccezioni), il letterista ha esercitato la propria arte sulla stessa pagina disegnata dal disegnatore. (La grafica disegnata a matita veniva quindi inchiostrata dopo che il letterista aveva completato il suo lavoro sulla pagina.) Alla DC Comics durante la "Silver Age" degli anni '60, i disegnatori dovevano "abbozzare Nuvoletta ed effetti sonori" affinché i letteristi potessero poi lavorarci sopra. Un letterista esperto era in grado di adattare il proprio stile allo stile artistico di un particolare fumetto.

### Letterista digitale
L'evoluzione del desktop publishing basato sui computer, in particolare quelli realizzati da Apple, è iniziata negli anni '80 e subito dopo ha iniziato ad avere un impatto graduale sul lettering dei fumetti. Uno dei primi utenti dei caratteri generati dal computer fu lo scrittore/artista John Byrne, che creò dei font da lettering preesistenti. (Per inciso, Byrne ha utilizzato caratteri esistenti di altri artisti, come Dave Gibbons, senza il loro permesso. Ora Byrne utilizza un carattere computerizzato basato sulla grafia del letterista Jack Morelli - con il permesso di Morelli). Altri avanguardisti del lettering digitale furono David Cody Weiss e Roxanne Starr, che lo sperimentarono con la Flaming Carrot Comics di Bob Burden.
Il lettering computerizzato ha iniziato ad avere davvero un impatto con la disponibilità del primo font commerciale per fumetti, "Whizbang" (creato da Studio Daedalus) intorno al 1990.
All'inizio degli anni '90 il letterista Richard Starkings e il suo partner John Roshell (già Gaushell) iniziarono a creare fontper fumetti e fondarono Comicraft, che da allora è diventata la principale fonte di caratteri per fumetti (sebbene abbiano concorrenza da altri, come Blambot).
Nel rispetto della tradizione, all'inizio i caratteri digitali venivano stampati e incollati sull'opera d'arte originale, ma dopo alcuni anni, quando anche la colorazione dei fumetti passò al desktop publishing, i file di caratteri digitali iniziarono ad essere utilizzati in modo più efficace combinandoli direttamente con file artistici digitali, eliminando del tutto la fase di incollaggio fisico. Wildstorm Comics fu in anticipo sui tempi, la Marvel vi arrivò qualche anno dopo e la DC rimase fedele ai metodi di produzione tradizionali per più tempo, ma ora quasi tutti i caratteri vengono applicati digitalmente.
Nei primi anni del XXI secolo, le principali società di fumetti americane si sono convertite quasi esclusivamente al lettering computerizzato interno, ponendo di fatto fine all'era del letterista freelance. Chris Eliopoulos ha disegnato i font per l'unità di lettering interna della Marvel, e Ken Lopez ha fatto lo stesso alla DC. Da allora la tendenza si è spostata nella direzione opposta, con la maggior parte degli editori di fumetti che utilizzano ancora una volta letteristi freelance anziché personale interno. Quasi tutti utilizzano caratteri per computer e fumetti digitali.

## Strumenti e metodi

### Su tavola
Il tradizionale letterista di fumetti ha bisogno di poco più di una guida per il lettering, una penna o un pennello, inchiostro di china e colore bianco per le correzioni. Alcune situazioni richiedevano al letteratore di utilizzare sovrapposizioni di pergamena sopra l'opera d'arte originale
.

### EC Comics
I font nei fumetti dell'editore di fumetti horror EC Comics (1945 circa - 1955 circa) erano diversi da quelli di altri editori: il suo aspetto meccanico gli conferiva un aspetto sterile e aiutava a definire lo stile particolare dei fumetti per cui EC era nota. I letteristi di EC ottenevano il loro aspetto particolare utilizzando un set di caratteri Leroy, un dispositivo diffuso tra disegnatori e architetti. Il set di caratteri Leroy era composto da uno stilo e da una forma di caratteri pantografica.

### Letterista al computer
Attualmente, la maggior parte degli albi Marvel e DC vengono realizzati utilizzando programmi di grafica come Adobe Illustrator, Adobe Photoshop o Adobe InDesign, e utilizzando dei font che ricordano il lettering artigianale. Il lettering computerizzato offre numerose scorciatoie tecniche, come la possibilità di coniugare il lavoro di lettering direttamente con i documenti artistici digitali, eliminando la noiosa fase di incollaggio fisico. Alcuni letteristi scrivono a mano parte della sceneggiatura. Il lettering manuale viene spesso utilizzato per effetti sonori e onomatopee nei fumetti.
Esistono ancora fumettisti e disegnatori che preferiscono inserire il lettering direttamente sulle pagine. In primo luogo, si risparmia tempo per il disegno (non dovendo posizionarlo al posto di una grande didascalia); e, in secondo luogo, i fumetti raccontano una storia: una pagina di fumetto senza scritte rappresenta solo metà storia.
Il letterista di lunga data John Workman è riuscito a trovare un equilibrio tra il lettering tradizionale e quello digitale. In aggiunta a "sul funzionamento delle lavagne d'avanguardia", Workman ha scritto a mano in formato elettronico con una tavoletta Wacom.

## Premi e riconoscimenti
Sia i premi Eisner Awards, sia i premi Harvey Awards prevedono la categoria "miglior letterista". (Anche il premio Shazam Awards prevedeva la categoria "miglior letterista", fino alla sua chiusura nel 1975). Dalla creazione dei premi Eisner e Harvey (rispettivamente nel 1993 e 1992), Todd Klein ha dominato negli Eisner, vincendolo per quindici volte, e si è aggiudicato otto Harvey. Gli altri vincitori ricorrenti del premio Harvey sono Ken Bruzenak, Chris Ware, John Workman e Dan Clowes.

## Letteristi e studi di lettere

### Lettere notevoli
- Diana Albers
- Jim Aparo
- Ken Bruzenak
- Janice Chiang
- John Costanza
- Chris Eliopoulos
- Tom Frame
- Todd Klein
- Ken Lopez
- Jack Morelli
- Jim Novak
- Bill Oakley
- Ben Oda
- Tom Orzechowski
- Annie Parkhouse
- Bill Pearson
- Nate Piekos
- Joe Rosen
- Sam Rosen
- Gaspar Saladino
- Ira Schnapp
- Artie Simek
- Richard Starkings
- John Workman
- Bill Yoshida

### Artisti-letteratori
Fumettisti noti per le scritte sui loro stessi fumetti:
- Jim Aparo
- John Byrne
- Eddie Campbell
- Daniel Clowes
- Dave Gibbons
- Jean (Moebius) Giraud
- Rian Hughes
- Walt Kelly
- Frank Miller
- Stan Sakai
- Dave Sim
- Ty Templeton
- Frank Thorne
- Chris Ware

### Aziende
Aziende e studi che creano caratteri e forniscono caratteri computerizzati:
- Blambot
- Comicraft